# Øst for Vesterled
Øst for Vesterled er det tiende studiealbum af den danske pop rock-gruppe Kim Larsen & Kjukken. Albummet udkom den 7. april 2017 på Medley Records. Det er gruppens første album siden trommeslager Jesper Rosenqvist blev erstattet af Jens Langhorn i 2014, og det første med rytmeguitarist og Kim Larsens mangeårige manager, Jørn Jeppesen, der blev medlem i 2015.
Ifølge Jørn Jeppesen er albummets grundspor indspillet live i studiet hvilket "har givet en mere organisk livelyd, som vi også gik efter."
Forud for udgivelsen udkom "Moder Jord" som single den 20. maj 2016, mens "Nostalgi" udkom den 24. marts 2017. Albummet debuterede på førstepladsen af hitlisten, og modtog i juli 2017 platin for 20.000 solgte eksemplarer.

## Anmeldelser
Jan Opstrup Poulsen fra Gaffa gav Øst for Vesterled fem ud af seks stjerner, og skrev at albummet indeholdt "en række stærke sange om livets forgængelighed og skønhed, som de kun kan udtrykkes af en veloplagt syngende Kim Larsen", og kaldte det "umanerligt veloplagt i den musikalske udførelse med skarpt optegnede kompositioner." Lene Kryger fra Fyens Stiftstidende gav ligeledes albummet fem ud af seks stjerner. Hun roste albummets skramlede lyd, og betegnede det som "håndspillet musik med hjerte og sjæl". Kim Larsens vokal blev også rost, og anmelderen skrev, at "Larsens sande styrke er, at han kan forene en glad melodi med en bittersød tekst, så det efterlader et ekko af vemod".

## Spor
Alt tekst skrevet af Kim Larsen; undtagen "Stativ stakit kasket" skrevet af Kim Larsen og Peter Ingemann, alt musik komponeret af Kim Larsen.
| #   | Titel                     | Længde |
| --- | ------------------------- | ------ |
| 1.  | "Stativ stakit kasket"    | 1:59   |
| 2.  | "Moder Jord"              | 4:03   |
| 3.  | "Hvad mon de siger"       | 2:49   |
| 4.  | "Vinternat"               | 3:21   |
| 5.  | "Den lige vej"            | 3:15   |
| 6.  | "En gammeldags mand"      | 3:16   |
| 7.  | "Nostalgi"                | 3:15   |
| 8.  | "All the Things We Said"  | 2:49   |
| 9.  | "Kongen er død"           | 3:46   |
| 10. | "Fri som en fugl"         | 3:37   |
| 11. | "Damen inde ved siden af" | 3:21   |
| 12. | "Stille og roligt"        | 3:57   |

## Medvirkende
- Kim Larsen – guitar og kor
- Karsten Skovgaard – guitar, piano og kor
- Jørn Jeppesen – guitar, keyboard og kor
- Jesper Haugaard – mixer, bas, piano og kor
- Jens Langhorn – trommer og kor
- Finn Jansen – mixer
- Anders Schumann – mastering
- Kim Larsen & Kjukken – producer

## Hitlister og certificeringer
| Hitliste (2017)        | Højeste placering |
| ---------------------- | ----------------- |
| Danmark (Album Top-40) | 1                 |

| Hitliste (2017) | Placering |
| --------------- | --------- |
| Danmark         | 8         |
| Hitliste (2018) | Placering |
| Danmark         | 47        |

| Land (Organisation) | Certificering |
| ------------------- | ------------- |
| Danmark (IFPI)      | Platin        |